# 蜂蜜パイ
『蜂蜜パイ』（はちみつパイ）は、村上春樹の短編小説。

## 概要
短編集『神の子どもたちはみな踊る』に収められた小説の中で唯一の書き下ろし作品である。その他の5編は『新潮』1999年8月号から12月号まで「連作 地震のあとで」という副題付きで掲載された。
短編集『東京奇譚集』（新潮社、2005年9月18日）に収められた「日々移動する腎臓のかたちをした石」に、本作品の主人公と極めて設定が似通った、淳平という同じ名の小説家が登場する。

### 英訳
| タイトル | Honey Pie                                          |
| 翻訳     | ジェイ・ルービン                                   |
| 初出     | 『ザ・ニューヨーカー』2001年8月20日号、8月27日号   |
| 収録書籍 | 『after the quake』（クノップフ社、2002年8月13日） |

各国語の翻訳の詳細は「神の子どもたちはみな踊る#翻訳」を参照のこと。

## あらすじ
兵庫県西宮市で生まれ育った淳平は神戸の私立進学校から早稲田大学に進む。商学部と文学部の両方に合格したが、両親には商学部に入ったと嘘の報告をし、迷わず文学部を選んだ。淳平の望みは小説家になることだったからだ。入学してすぐに、同じ学部の高槻という男と小夜子という女と友だちになった。彼らは親密なグループを形成し、三人で行動するのを常とした。
時を経て、淳平は36歳になった。それまでに4冊の短編集を著し、数冊の音楽の評論集を上梓し、庭園論の本を書き、ジョン・アプダイクの短編集を翻訳した。高槻と小夜子は結婚し、沙羅という娘を生んだものの2年前に離婚してしまった。小夜子に結婚を申し込むことについて、淳平は真剣に考えたが結論は出ない。そんなとき、阪神淡路大震災が発生する。
日曜日、淳平と小夜子と沙羅は動物園に行く。淳平はそこで蜂蜜とりの名人である熊のまさきちと、その友だちのとんきちの話を沙羅に向かってする。

## 舞台化
- 神の子どもたちはみな踊る#舞台化を参照。